# John Olsen (Politiker)

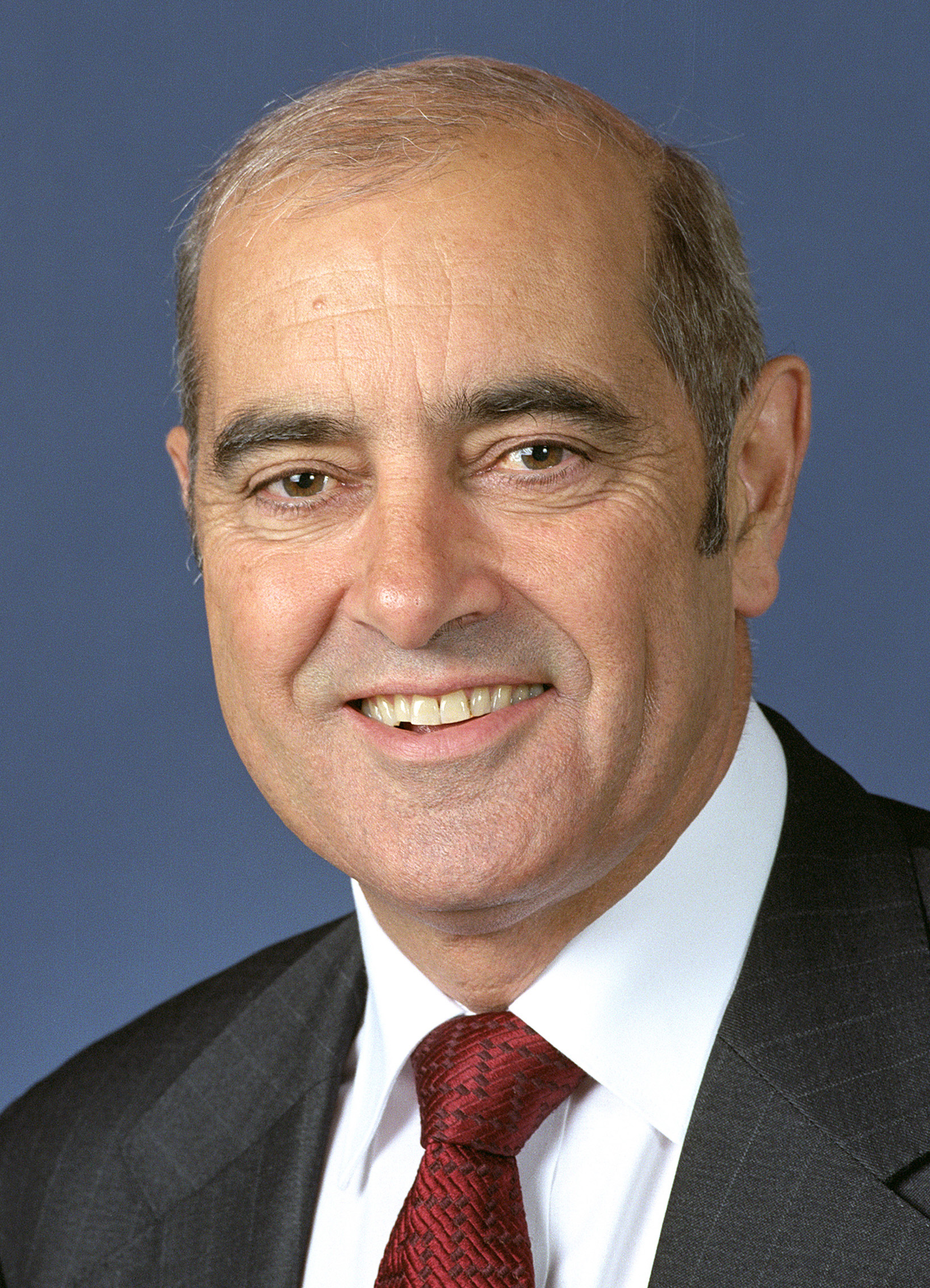
John Olsen

Hon. John Wayne Olsen, AO (* 7. Juni 1945 in Kadina, South Australia) ist ein australischer Wirtschaftsmanager, Diplomat und Politiker der Liberal Party of Australia, der unter anderem von 1979 bis 1990 Mitglied des South Australian House of Assembly sowie zwischen 1990 und 1992 Mitglied des Bundessenats war. Er gehörte von 1992 bis 2002 erneut der South Australian House of Assembly als Mitglied an, bekleidete zahlreiche Ministerämter und fungierte zwischen 1996 und 2001 als Premierminister von South Australia. Er war ferner von 2002 bis 2006 Generalkonsul in Los Angeles sowie daraufhin zwischen 2006 und 2009 Generalkonsul in New York City. Seit 2020 ist er Präsident der Liberal Party of Australia.

## Leben

### Wirtschaftsmanager, Bürgermeister von Kadina und Mitglied derSouth Australian House of Assembly

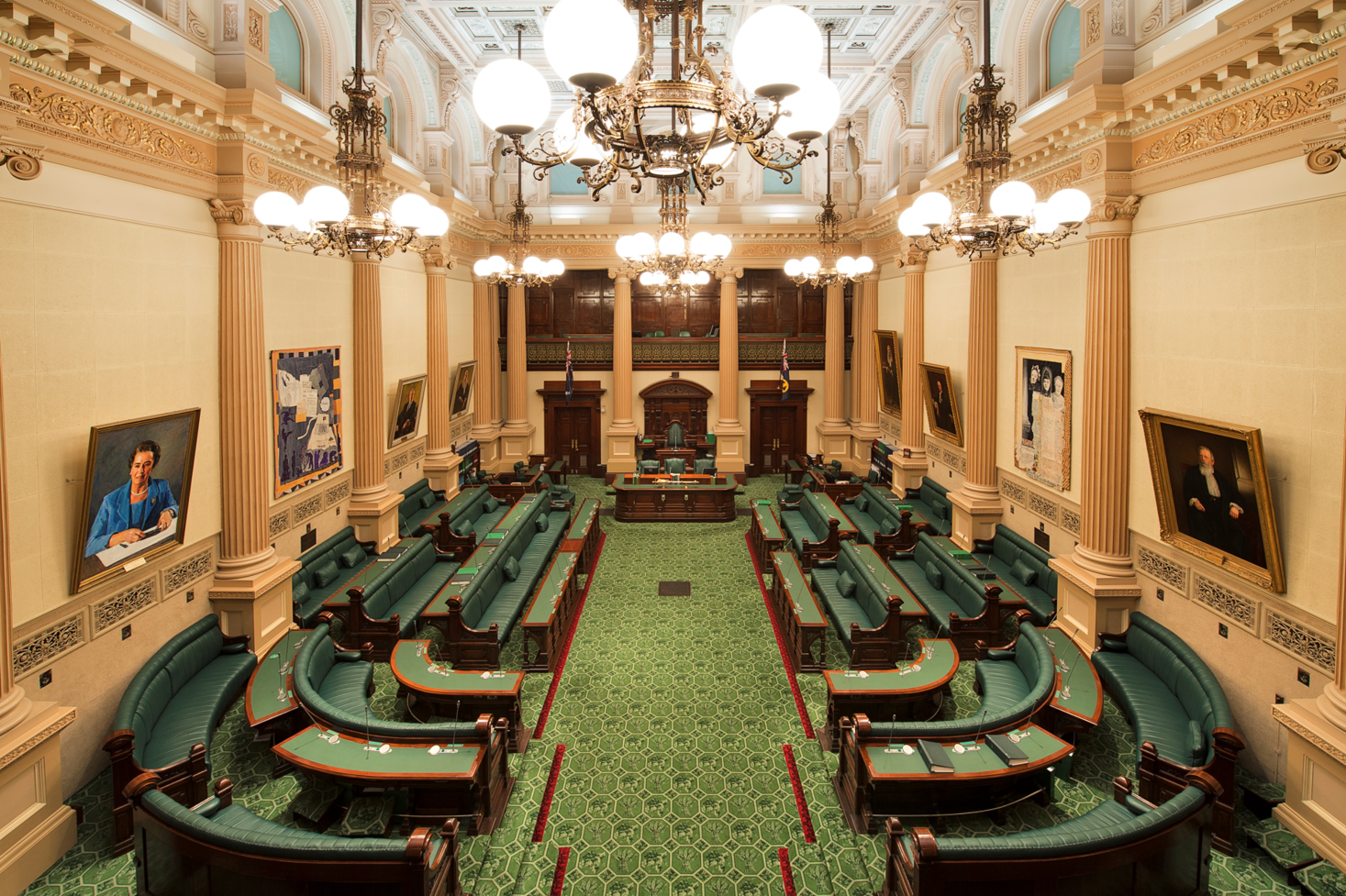
Olsen war von 1979 bis 1990 sowie zwischen 1992 und 2002 Mitglied des South Australian House of Assembly, des Unterhauses des Parlaments von South Australia.

John Wayne Olsen ist der Sohn von Stanley John Olsen und dessen Ehefrau Joyce Rosalind Heath sowie ein Neffe des Politikers Leslie Heath, der von 1956 bis zu seinem Tode 1957 die Liberal and Country League (LCL) als Mitglied im South Australian House of Assembly vertrat. Er selbst arbeitete nach dem Besuch der Kadina Memorial High School in der Savings Bank of South Australia und absolvierte später ein Studium an der Wirtschaftswissenschaftlichen Fakultät (School of Business Studies) der University of Adelaide. Nach dem Tode seines Vaters wurde er Geschäftsführer des Familienunternehmens JR Olsen and Sons Pty Ltd, einem in Kadina ansässigen Fahrzeug- und Maschinenhändlers, und wurde Fellow des Nationalen Instituts für Buchhaltung (National Institute of Accountants).
Ende der 1960er Jahre begann er sein gesellschaftlich-politisches Engagement und war zunächst 1969 Präsident sowie 1970 Vorsitzender der Ländlichen Jugendbewegung (Rural Youth Movement) im Bundesstaat South Australia. Er war zwischen dem 14. Mai 1971 und dem 2. Juli 1977 Mitglied des Stadtrates sowie in dieser Zeit vom 6. Juli 1974 bis zum 2. Juli 1977 Bürgermeister von Kadina. Zugleich war er von 1974 bis 1976 Vorsitzender der Vereinigung der Industrie- und Handelskammern von South Australia. 1976 wurde er als Nachfolger von Trevor Griffin jüngster Präsident der South Australian Liberal Party und bekleidete diese Funktion bis zu seiner Ablösung durch Jim Forbes 1979, wobei er in dieser Zeit zwischen 1976 und 1979 zugleich Mitglied des Bundesvorstandes der Liberal Party of Australia war.
Am 15. September 1979 wurde Olsen für die Liberal Party als Nachfolger seines Parteifreundes Howard Venning im Wahlkreis Rocky River erstmals zum Mitglied der South Australian House of Assembly gewählt, des Unterhauses des Parlaments von South Australia, und vertrat diesen Wahlkreis bis zu dessen Auflösung am 6. Dezember 1985. Zu Beginn seiner Parlamentszugehörigkeit war er zwischen dem 11. Oktober 1979 und dem 5. März 1982 Mitglied des Ausschusses für öffentliche Finanzen (Public Accounts Committee).

### Minister und Oppositionsführer in South Australia sowie Bundessenator

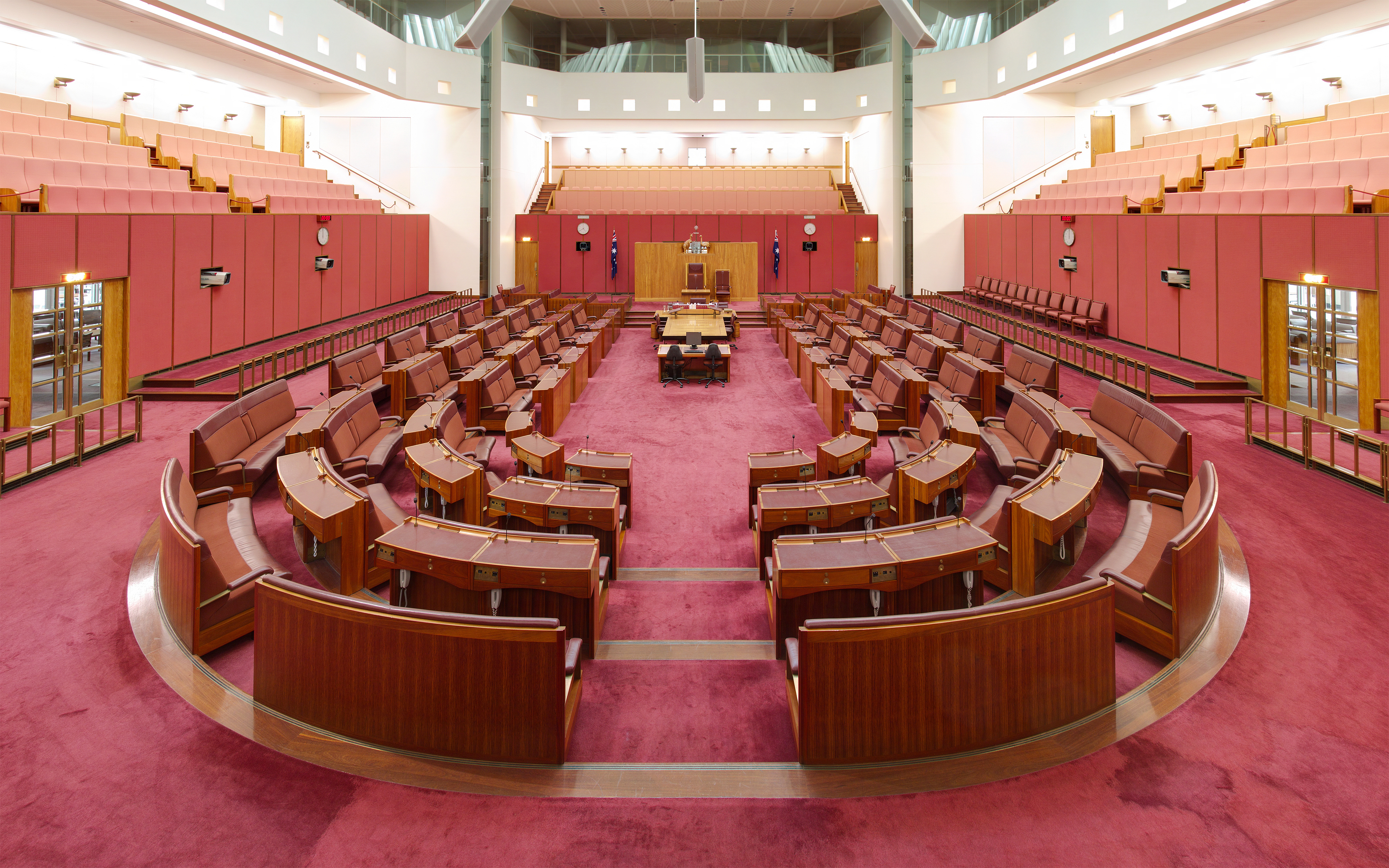
Olsen war ferner zwischen 1990 und 1992 Mitglied des Australischen Senats.

In der Regierung von Premier David Tonkin bekleidete John Olsen zwischen dem 5. März und dem 10. November 1982 Fischereiminister (Minister of Fisheries) und Chefsekretär der Regierung (Chief Secretary). Nach der Niederlage der Liberalen bei den Wahlen am 6. November 1982 und dem Rücktritt Tonkins wurde er am 15. November 1982 dessen Nachfolger als Vorsitzender der South Australian Liberal Party und zugleich auch Oppositionsführer in der Legislativversammlung. Beide Funktionen bekleidete er bis zum 12. Februar 1990, woraufhin Dale Baker seine Nachfolge antrat. Während dieser Zeit wurde er bei den Wahlen am 7. Dezember 1985 im neu geschaffenen Wahlkreis Custance wieder zum Mitglied der Legislativversammlung gewählt und vertrat diesen Wahlkreis bis zu seinem Mandatsverzicht am 6. Mai 1990, woraufhin sein Parteifreund Ivan Venning diesen Wahlkreis übernahm.
Nach seinem Ausscheiden aus der Legislativversammlung wurde Olsen für die Liberale Partei am 7. Mai 1990 gemäß Artikel 15 der Verfassung von Australien als Nachfolger seines zurückgetretenen Parteifreundes Anthony „Tony“ John Messner zum Mitglied des Bundessenats ernannt, des Oberhauses des Australischen Parlaments. Er gehörte diesem als Vertreter von South Australia bis zu seinem Mandatsverzicht am 4. Mai 1992 an und wurde daraufhin von Alan Ferguson abgelöst. Während seiner Senatsmitgliedschaft war er zwischen dem 11. September 1991 und dem 4. Mai 1992 Mitglied des Ständigen Ausschusses für Gesetzgebung und allgemeine Angelegenheiten sowie zugleich vom 11. September 1990 bis zum 14. Februar 1991 des Ständigen Ausschusses für Beschäftigung, Bildung und Ausbildung beziehungsweise zuletzt zwischen dem 14. Februar 1991 und dem 4. Mai 1992 des Ständigen Ausschusses für Industrie, Wissenschaft und Technologie. Des Weiteren fungierte er vom 17. Mai 1990 bis zum 2. April 1992 als Mitglied des Gemeinsamen Ständigen Parlamentsausschusses für Einwanderungsregelungen sowie ferner zwischen dem 16. August und dem 28. November 1991 als Mitglied des Senatssonderausschusses für Gesetzentwürfe zu politischen Sendungen und politischen Offenlegungen.

### Wiederwahl in die Legislativversammlung Südaustraliens, Parteivorsitzender und Premierminister
Nach dem Mandatsverzicht seines Parteifreundes Roger Goldsworthy am 8. April 1992 wurde John Olsen bei der dadurch notwendigen Nachwahl im Wahlkreis Kavel am 9. Mai 1992 wieder zum Mitglied im South Australian House of Assembly gewählt und gehörte dieser bi zu seinem eigenen Mandatsverzicht am 8. Februar 2002 an, woraufhin der Sohn von Roger Goldsworthy, Mark Goldsworthy, diesen Wahlkreis für die Liberal Party übernahm. Nach seiner Rückkehr in die Legislativversammlung wurde er unter der Führung des Parteivorsitzenden Dean Brown in das Schattenkabinett der Liberalen berufen und bekleidete zwischen dem 26. Mai 1992 und dem 14. Dezember 1993 die Funktionen als Schatten-Minister für Kleingewerbe, für öffentliche Arbeiten, für industrielle Entwicklung und Technologie sowie für Forstwirtschaft.
Nach dem erdrutschartigen Wahlsieg der Liberal Partei bei der Wahl am 11. Dezember 1993, bei der die Liberalen mit 37 der 47 Sitze eine überdeutliche Mehrheit erhielt und die bislang regierende Australian Labor Party (ALP) nur noch zehn Mandate bekam, wurde Olson am 14. Dezember 1993 in die Regierung von Premier Dean Brown berufen. Er bekleidete in dieser vom 14. Dezember 1993 bis zum 28. November 1996 die Ämter als Infrastrukturminister (Minister for Infrastructure) sowie als Minister für Industrie, verarbeitendes Gewerbe, Kleinunternehmen und regionale Entwicklung (Minister for Industry, Manufacturing, Small Business and Regional Development) und gehörte zudem dem Exekutivrat (Executive Council) als Mitglied an.
Bei einer Führungsherausforderung am 28. November 1996 verlor Dean Brown den Vorsitz der Liberal Party und damit als Premierminister an John Olsen, der daraufhin eine neue Regierung bildete. In seinem Kabinett bekleidete er zugleich vom 28. November bis zum 12. Dezember 1996 weiterhin die Ämter als Infrastrukturminister sowie als Minister für Industrie, verarbeitendes Gewerbe, Kleinunternehmen und regionale Entwicklung und war zudem zwischen dem 28. November 1996 und dem 22. Oktober 2001 Mitglied des Exekutivrates. Weiterhin war er zwischen dem 28. November 1996 und dem 12. Dezember 1996 Minister für Informationstechnologie (Minister for Information Technology) sowie des Weiteren vom 28. November 1996 und dem 20. Oktober 1997 Minister für multikulturelle und ethnische Angelegenheiten (Minister for Multicultural and Ethnic Affairs) und darüber hinaus zwischen dem 12. Dezember 1996 und dem 20. Oktober 1997 Minister für staatliche Entwicklung (Minister for State Development).
Bei den Wahlen am 11. Oktober 1997 gewannen die Liberalen von Premierminister John Olsen aufgrund des Wahlsystems mit 40,4 Prozent der Stimmen 23 Sitze im 47 Sitze umfassenden Parlament, während die Labor Party unter Mike Rann sich mit 35,16 Prozent der Stimmen auf 21 Mandate verbessern konnte. Die drei übrigen Sitze fielen an die beiden Parteilosen Rory McEwen und Mitch Williams sowie an Karlene Maywald von der National Party of Australia, die alle drei die Fortsetzung der liberalen Regierung unterstützten. In seiner umgebildeten Regierung übernahm Olsen daraufhin des Weiteren zwischen dem 20. Oktober 1997 und dem 22. Oktober 2001 das Amt als Minister für multikulturelle Angelegenheiten (Minister for Multicultural Affairs) sowie als Mitglied des Exekutivrates, vom 3. August bis 8. August 1998 als Minister für Industrie, Handel und Tourismus (Minister for Industry, Trade and Tourism), zwischen dem 8. August 1998 und dem 22. Oktober 2001 als Minister für staatliche Entwicklung sowie vom 5. bis zum 22. Oktober 2001 noch als Tourismusminister (Minister for Tourism). Als Premierminister verfolgte er ein energisches Programm zur wirtschaftlichen Entwicklung sowie zur Korporatisierung und Privatisierung staatlicher Dienstleistungen. Für seine Verdienste wurde ihm am 1. Januar 2001 anlässlich des 100-jährigen Bestehens des Australischen Bundes die Centenary Medal verliehen.
Am 22. Oktober 2001 trat John Olsen als Vorsitzender der South Australian Liberal Party und als Premier zurück, woraufhin Robert „Rob“ Kerin diese Ämter übernahm. Mit vier Jahren und 238 Tagen Amtszeit ist Olsen bislang der am längsten amtierende liberale Premier seit Thomas Playford IV, der vom 5. November 1938 bis zum 10. März 1965 amtierte und mit 26 Jahren 125 Tagen die längste Amtszeit aller Premiers von South Australia hat. Am 29. November 2001 wurde ihm der Höflichkeitstitel The Honourable verliehen.

### Generalkonsul, Wirtschaftsmanager und spätere Parteiämter

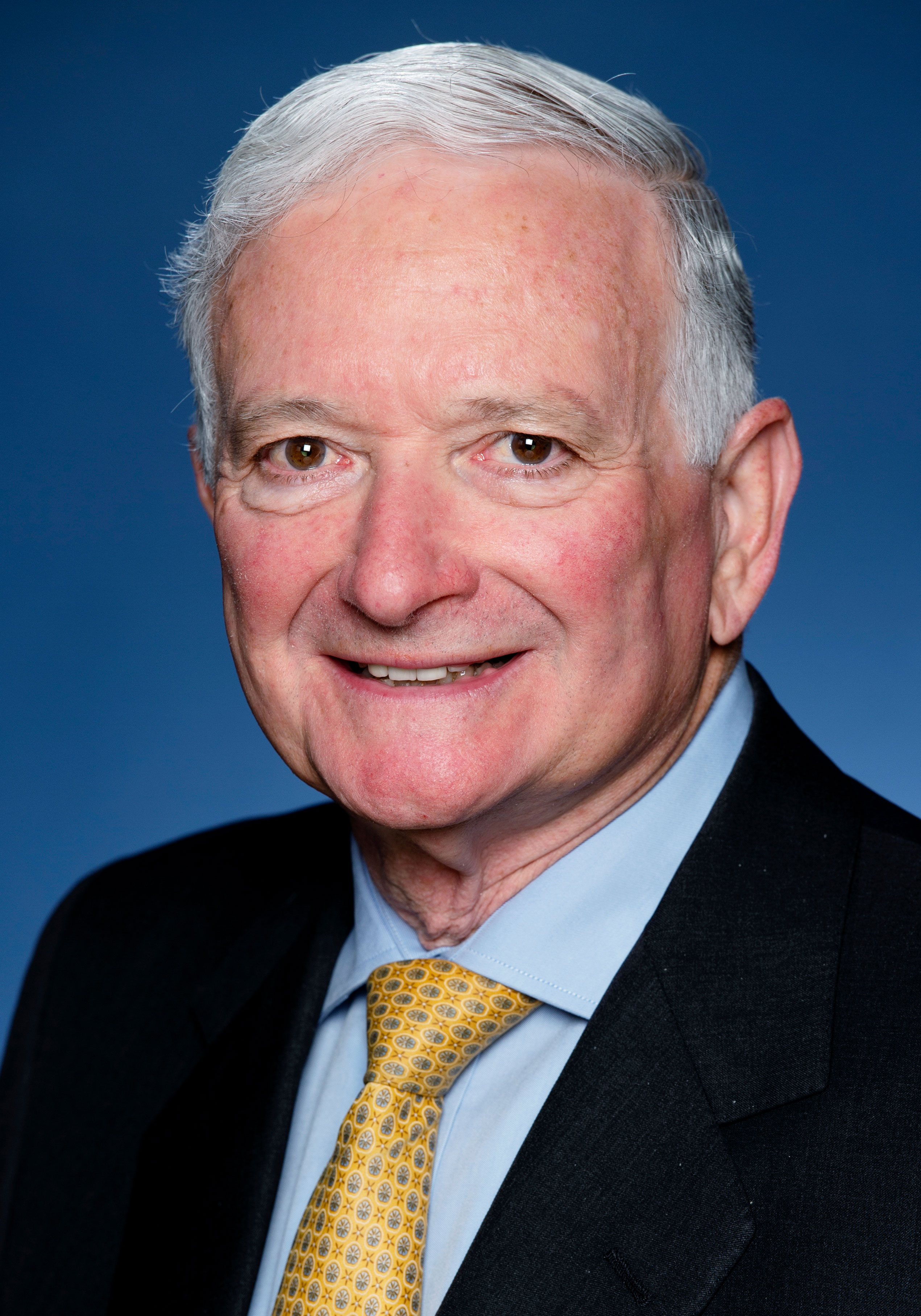
Nick Greiner, den Olsen 2020 als Präsident der Liberal Party of Australia ablöste.

Nachdem Olsen am 8. Februar 2002 auf sein Mandat in der Legislativversammlung verzichtet hatte, wurde er 2002 als Nachfolger des früheren Bundessenators und Mitglied des Repräsentantenhauses Allan Rocher Generalkonsul in Los Angeles und bekleidete dieses diplomatische Amt bis 2006, woraufhin Innes Willox ihn ablöste. Im Anschluss löste er Ken Allen 2006 als Generalkonsul in New York City ab und verblieb auf diesem diplomatischen Posten bis zu seiner Ablösung durch Phil Scanlan 2009. In dieser Zeit wurde er für seine Verdienste um das südaustralische Parlament, insbesondere in den Bereichen wirtschaftliche Entwicklung und Reform sowie durch die Förderung von Unternehmen, Infrastruktur und Investitionsmöglichkeiten, für die internationalen Beziehungen und die Gemeinschaft im Zuge des Australia Day am 26. Januar 2007 zum Officer des Order of Australia (AO) ernannt.
Danach war John Olsen zwischen 2010 und 2023 Chief Executive Officer (CEO) der American Australian Association Ltd und fungierte als solcher zugleich von 2010 bis 2016 erst als stellvertretender Vorsitzender sowie im Anschluss zwischen 2016 und 2023 als Vorsitzender dieser US-amerikanisch-Australischen Vereinigung. Neben diesen Funktionen wurde er am 2. Juni 2017 als Nachfolger von Steve Murray erneut Präsident der South Australian Liberal Party und behielt diese bis zu seiner Ablösung durch Legh Davis am 27. September 2020. Als Nachfolger von Nick Greiner übernahm er schließlich am 7. August 2020 die Funktion als Präsident der Liberal Party of Australia und bekleidet diese seither unter den Parteivorsitzenden Scott Morrison beziehungsweise seit dem 30. Mai 2022 unter dessen Nachfolger Peter Dutton.
Aus seiner 1968 geschlossenen Ehe mit Julie Abbott gingen zwei Söhne und eine Tochter hervor.

## Hintergrundliteratur
- Parliament of South Australia: Statistical Record of the Legislature 1836–2007 (Memento vom 11. März 2019 im Internet Archive)
- Robert Martin: Responsible Government in South Australia, Band 2, Wakefield Press, 2009, ISBN 978-1-8625-4-8442, S. 83 f. (Onlineversion (Auszug))